# The Ravens
Pour les articles homonymes, voir Raven.
The Ravens est un groupe vocal américain de rhythm and blues, précurseur du style doo-wop, formé en 1946 par Jimmy Ricks et Warren Suttles. Ils sont l'un des quatuors vocaux les plus populaires et les plus influents de la période, et obtiennent plusieurs succès dans les classements R&B à la fin des années 1940 et au début des années 1950.

## Carrière
Jimmy "Ricky" Ricks naît à Adrian, en Géorgie, puis déménage à Jacksonville en Floride. Pendant la Seconde Guerre mondiale, il s'installe à New York, où il travaille comme serveur à Harlem et rencontre Warren "Birdland" Suttles, originaire de Fairfield, Alabama. Au début de 1946, ils décident de former un groupe vocal et recrutent Leonard "Zeke" Puzey, qui a récemment remporté un concours de talents à l'Apollo Theater, ainsi qu'Ollie Jones. Ils trouvent un manager, Ben Bart, et un accompagnateur, le pianiste Howard Biggs. Ils font leurs premiers enregistrements pour le petit label Hub de Ben Bart. Ils choisissent le nom de Ravens (« les corbeaux »), initiant ainsi la tendance des groupes vocaux à se nommer d'après des noms oiseaux - les groupes qui suivent ensuite comprennent The Orioles, The Crows, The Larks, The Flamingos, The Robins, The Penguins, etc. Bien que le groupe soit fortement influencé par The Ink Spots, The Delta Rhythm Boys et The Mills Brothers, ils utilisent la voix de basse de Ricks, plutôt qu'une voix de ténor, plus conventionnelle, comme voix principale de beaucoup de leurs enregistrements, et cela devient leur marque de fabrique. Leur répertoire est également plus varié, incorporant également des éléments de styles pop, jazz, R&B et gospel.
Après leur premier single, Honey, Jones quitte le groupe et est remplacé par Maithe Marshall. Le contraste entre la voix de basse de Ricks et celle de ténor de Marshall devient alors essentiel à leur succès. En 1947, les Ravens quittent le label Hub pour rejoindre National, la firme d'Herb Abramson, et obtiennent un succès immédiat sur ce qu'on appelle à l'époque le palmarès « race records » grâce à une version d'Ol' Man River (de la comédie musicale Show Boat) et Write Me A Letter, qui culmine au no 5 dans le palmarès « race » et réalise le crossover dans les charts pop,. Leur série de succès dans ce qui est depuis devenu le classement « rhythm & blues » se poursuit jusqu'au début des années 1950, la composition de base de Ricks, Suttles, Puzey et Marshall restant ensemble pendant plusieurs années. Leur version de Count Every Star (1950) sera ensuite utilisée dans le film Les Noces rebelles (Revolutionary Road) en 2008.
Les Ravens existent principalement pour mettre en valeur le chanteur Jimmy Ricks ; ils réussissent en cela, de sorte que la voix de Ricks devient le standard auquel chaque basse R&B est comparé pour la génération suivante. Bien que le groupe ait relativement peu de succès dans les charts, ils sont populaires en concert, monnayant des frais de 2 000 dollars par soirée. The Ravens sont d'ailleurs considérés comme le premier groupe R&B à incorporer des pas de danse dans leur jeu de scène, lançant ainsi une tendance qui trouve son point culminant dans les années 1960 avec les chorégraphies de Cholly Atkins pour The Miracles et The Temptations.
Le groupe enregistre ensuite pour Columbia et sa filiale OKeh en 1950, avant de passer chez Mercury. En 1951, Marshall et Puzey quittent tous les deux le groupe ; Joe Van Loan remplace durablement Marshall en tant que ténor principal, tandis que plusieurs autres membres se succèdent dans le groupe à court terme. Le groupe obtient son dernier succès dans les charts R&B à la fin de 1952, lorsque Rock Me All Night Long se classe no 4, la position la plus élevée atteinte par la formation dans ce classement au cours de sa carrière.
En 1953, ils signent avec Jubilee, mais avec l'essor du rock 'n' roll, leur style est de plus en plus démodé. Après plusieurs pauses précédentes, Suttles s'en va définitivement en 1954. Ricks part à son tour pour une carrière solo en 1956. Après son départ, le groupe est dirigé par Van Loan qui, à un moment donné, amène ses frères Paul et James dans le groupe ; cependant, celui-ci est finalement dissous en 1958.
Ricks enregistre en solo sans succès notable pour plusieurs labels, dont Atlantic, où il enregistre également avec LaVern Baker et Little Esther. En 1971, lui et Suttles relancent temporairement The Ravens, avec de nouveaux membres, Gregory Carroll et Jimmy Breedlove. Au moment de sa mort, à l'âge de 49 ans en 1974, il est chanteur dans l'orchestre de Count Basie. Suttles, Puzey et Marshall apparaissent également ensemble sous le nom de Ravens en 1974.
Le groupe est intronisé au Vocal Group Hall of Fame en 1998. En 2006, Suttles reçoit le prix Rhythm & Blues du Harlem Jazz & Music Festival au nom du groupe.

## Composition du groupe

### Membres originaux
- Jimmy "Ricky" Ricks (James Thomas Ricks, 6 août 1924 - 2 juillet 1974)[6] : basse (membre de 1946 à1956)
- Warren "Birdland" Suttles (20 février 1925 - 24 juillet 2009)[7] : baryton[1] (1946-1948, 1949-1950, 1952-1954)
- Leonard "Zeke" Puzey (1926 - 2 octobre 2007)[8] : ténor (1946-1951, 1953)
- Henry Oliver "Ollie" Jones (9 décembre 1923 - 4 octobre 1990)[9] : ténor (1946-1947)

### Membres ultérieurs
| - Maithe Marshall (Maithe Williams, † novembre 1989) : ténor falsetto (1947-1951) - Joe Medlin (1948) - Richie Cannon (1948-1949) - Louis Heyward (1950-1951) - Joe Van Loan (6 décembre 1926 - 1976) (1951-1958) | - Louis Frazier (1951-1952, 1954-1956) - Jimmie Steward (1951-1956) - Tommy Evans (1954, 1956) - Willie Ray (1956-1957) - Willis Sanders (1956-1957) - Bob Kornegay (1956) | - David "Boots" Bowers (1956-1958) - Paul Van Loan (1957) - James Van Loan (1957) - Aaron "Tex" Cornelius (1958) - Grant Kitchings (1958) |

### Piano
- Howard Biggs (1946-1949)
- Bill Sanford (1949-1957)
- Bill Chambers (1957-1958)